# 法韋爾 (密歇根州)
法韋爾（英語：Farwell）是位於美國密歇根州克萊爾縣的一個村。

## 人口
根據2020年美國人口普查的數據，法韋爾的面積為3.65平方千米，當中陸地面積為3.55平方千米，而水域面積為0.10平方千米。當地共有人口880人，而人口密度為每平方千米241人。